# Albstedt
Albstedt (Platduits: Albst) is een dorp en voormalige gemeente in het Landkreis Cuxhaven in de deelstaat Nedersaksen. Het dorp werd in 1974 gevoegd bij de gemeente Wulsbüttel die zelf in 2014 opging in  Hagen im Bremischen. 
Zie verder onder: Hagen im Bremischen.